# Акчи
Уезд Акчи (кирг. Акчий ооданы, уйг. ئاقچى ناھىيىسى‎, кит. упр. 阿合奇县, пиньинь Āhéqí xiàn, палл. Ахэци сянь) — уезд Кызылсу-Киргизского автономного округа Синьцзян-Уйгурского автономного района КНР.

## История
В древности в этих местах находилось княжество Юйтоу (尉頭). В «Хань шу» оно описывается так: «300 семей, 2300 человек, 800 воинов, 4 китайских чиновника. Население — кочевники, одеваются как усуни». Поглощено со стороны Куча.
Уезд был образован в 1944 году. В 1954 году вошёл в состав новообразованного Кызылсу-Киргизского автономного округа.

## Административное деление
Уезд Акчи делится на 1 посёлок, 5 волостей и 1 поле.